# 奧馬爾·拉扎茲
奧馬爾·拉扎茲（阿拉伯语：‎，羅馬化：Omar Razzaz；1960年1月1日—），約旦政治人物，曾任約旦首相。在2018年反緊縮措施示威中因前首相哈尼·穆爾基請辭而獲任命出任首相。拉扎茲曾擔任過教育部部長，他曾担任过几家国家和国际机构的负责人。

## 教育
拉扎兹於麻省理工学院碩士畢業，並在哈佛法学院規劃學、輔修經濟學博士畢業。

## 职业生涯
拉扎兹是2002至2006年间世界银行驻黎巴嫩贝鲁特总干事。他在2006至2010年间担任约旦社会保险公司的董事。他还担任过约旦战略论坛主任和约旦的阿利银行行长。在2017年，他加入哈尼·穆爾基政府担任教育部长。他的任期见证了约旦教育体制的改革。 在他的前任穆尔基因2018年反緊縮措施示威下台后，拉扎兹于2018年6月5日成为了首相。

## 外部連結
- 约旦内阁网站，Prime Ministry of Jordan website （页面存档备份，存于）
- Facebook主页，Facebook page